# Osservatorio vulcanologico dell'Etna

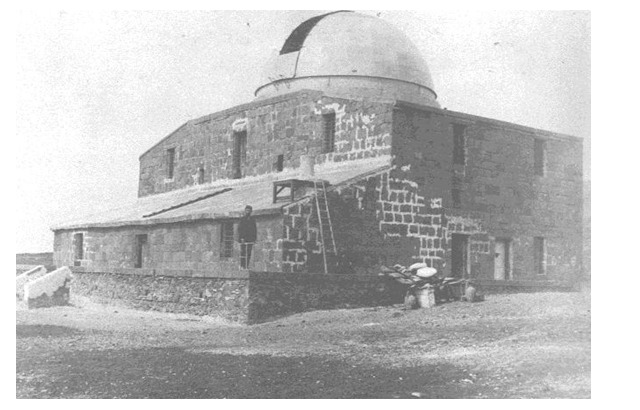
L'antico osservatorio etneo Vincenzo Bellini

L'osservatorio vulcanologico dell'Etna, oggi totalmente scomparso, si trovava a quota 2.940 m s.l.m. sul versante sud dell'Etna e costituì uno dei primi tentativi riusciti al mondo di creare una struttura stabile attrezzata per l'osservazione dei fenomeni vulcanici in alta quota.

## Storia

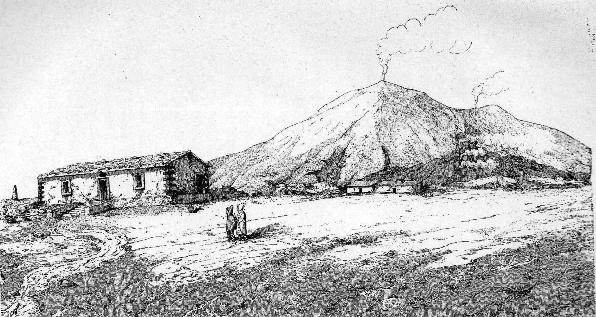
La "Casa Inglese o "Casa di Gemmellaro", 1910

Nel corso del XIX secolo erano stati fatti alcuni tentativi di creare una struttura stabile atta all'osservazione dei fenomeni vulcanici sull'Etna. Il pioniere fu sicuramente Mario Gemmellaro, che nel 1804 fece costruire un rifugio-osservatorio a circa 2940 m, la Casa degli Inglesi o "Casa di Gemmellaro", primo osservatorio vulcanologico a quote elevate mai realizzato per lo studio della vulcanologia e dei fenomeni collegati. Altro tentativo fu fatto dal professor Orazio Silvestri, nel 1879, utilizzando un ambiente dell'osservatorio astronomico V. Bellini del prof. Pietro Tacchini, appena realizzato. Il complesso era stato costruito incorporando nella struttura la Casa degli Inglesi acquistata dalla famiglia Gemmellaro. Nel 1881 Silvestri divenne direttore del Regio Osservatorio Vulcanologico Etneo, con l'appoggio anche di Ottorino De Fiore, ma la sua morte, avvenuta di li a poco, determinò l'abbandono del progetto.
Si apriva quindi un periodo triste della storia della vulcanologia etnea. Alla morte di Silvestri nel 1890 fu smembrato l'istituto da lui fondato che ruotava intorno alla cattedra di vulcanologia che non fu ripristinata. Dopo una serie di esposti iniziati nel 1910 dal Prof. Paolo Vinassa de Regny sulla necessità di avere all'Università di Catania l'insegnamento della vulcanologia e il relativo osservatorio, nel 1911 attraverso lettere ai giornali di un gruppo di giovani professori ed eruditi del tempo (Platania, Stella Starrabba, De Fiore) crebbe di nuovo l'interesse dell'Università nella vulcanologia e la cattedra fu re-istituita nel 1919 e affidata a Gaetano Ponte.
Il Professore Gaetano Ponte, docente di vulcanologia, divenuto titolare della cattedra, riprese il tentativo dei suoi predecessori, attivandosi per perorare la causa presso le autorità catanesi nell'intento di realizzare un istituto vulcanologico. L'eruzione del 1923 fu propizia a convincere le autorità sull'utilità dell'iniziativa portata avanti dal professor Ponte. I parlamentari catanesi si attivarono per far approvare il R.D. nº 1179 del 1933, mediante il quale si ottennero i fondi per la costruzione del primo istituto vulcanologico universitario d'Europa. La direzione venne affidata al professor Ponte con sede presso l'Università di Catania. Sull'Etna vennero creati l'Osservatorio Etneo a quota 2941 m s.l.m. e il rifugio Casa cantoniera che venne riadattato a Stazione vulcanologica a quota 1881 m s.l.m. Oltre al monitoraggio dell'attività del vulcano, venne affrontato il problema della difesa delle due strutture contro l'attività eruttiva dell'Etna. L'attività venne poi inserita in una pubblicazione a cadenza mensile a cura dell'Accademia Gioenia.
La cupola semisferica dell'Osservatorio Etneo fu sostituita, a cavallo della seconda guerra mondiale, da un elemento cilindrico con copertura conica. A causa dei limitati finanziamenti il progetto scientifico di Gaetano Ponte non sarà completato, l'Istituto vulcanologico rappresentò però una moderna organizzazione di monitoraggio sistematico dei vulcani attivi siciliani (Etna, Stromboli e Vulcano), la cui attività veniva dettagliatamente rendicontata nel bollettino mensile dell'Istituto secondo criteri scientifici validi ancora oggi.
L'Osservatorio Etneo fu distrutto nell'aprile 1971 da un'eruzione, le cui bocche si aprirono a poche centinaia di metri alle sue spalle, fra la costernazione degli appassionati e degli studiosi dell'Etna che erano stati tante volte confortevolmente accolti fra le sue mura.

## Rifornimento idrico
Negli anni venti del Novecento, sempre per iniziativa del prof. Gaetano Ponte, l'Osservatorio venne dotato di acqua corrente grazie all'ingegnosa realizzazione di un condensatore applicato su una fumarola esistente nei pressi dell'edificio, chiamata anche vulcarolo. Il condensatore, dapprima rudimentale, fu in seguito costruito in una versione più efficiente dall'ing. Malerba, Capo dell'Ufficio Tecnico dell'Università, e rappresenterà un esempio modernissimo di sfruttamento di fonti energetiche alternative.
Tale impianto era in grado di fornire un metro cubo di acqua dolce al giorno e rimase in funzione fino al 1962.